# Pedostrangalia verticalis
Pedostrangalia verticalis là một loài bọ cánh cứng trong họ Cerambycidae.